# Polychrysia splendida
Polychrysia splendida là một loài bướm đêm trong họ Noctuidae.